# Fiordo di Qarajaq

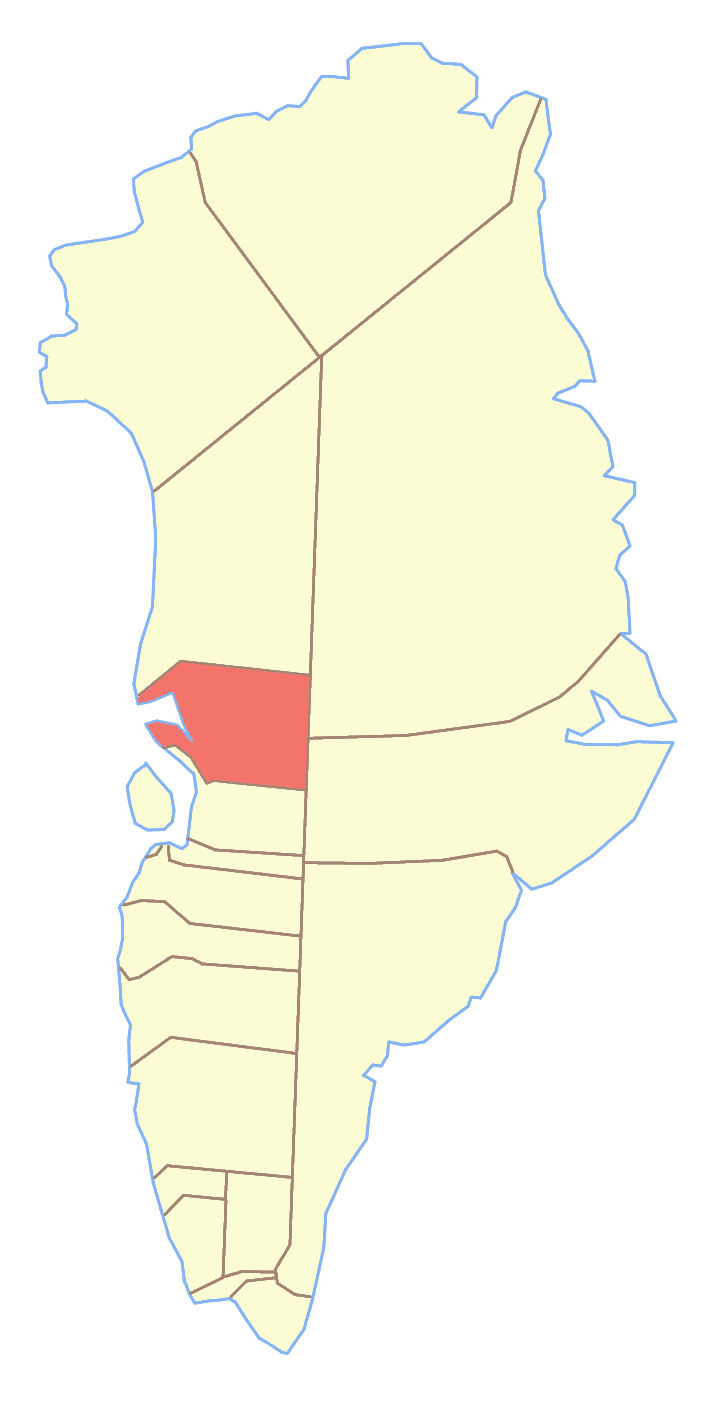
Ex comune di Uummannaq, dove si trovava il Fiordo di Qarajaq

Il fiordo di Qarajaq (danese Qarajaq Isfjord) è un fiordo della Groenlandia di 50 km. Si trova a 70°25'N 51°10'O; appartiene al comune di Avannaata.